# Folkungavallen
För Folkungavallen i Nyköping, se Folkungavallen, Nyköping.
Folkungavallen var en idrottsarena i centrala Linköping som användes för både fotboll, friidrott och bandy. 
Arenan var hemmaplan för damlaget Linköpings FC, som spelar i Damallsvenskan och herrlagen BK Derby och FC Linköping City, samt längre tillbaks i tiden IF Saab. Huvudläktaren tog 2 400 personer i fem sektioner.
Själva anläggningen Folkungavallen hade även en B-plan (träningsplan) och en grusplan, som brukade användas som parkering vid evenemang.
Publikrekordet är från 17 maj 1973 då 17 944 personer kom för att se fotbollsmatchen mellan IF Saab och Åtvidabergs FF i Allsvenskan. Arenan hade till 10 oktober 2021 publikrekordet i Damallsvenskan med 9 413 åskådare (extra läktare monterade) då Linköpings FC mötte Umeå 3 september 2008.
2013 invigdes Linköping Arena och lagen som tidigare spelat på Folkungavallen flyttade dit. I januari 2018 revs Folkungavallen för att göra plats för bostäder och en ny simhall. Entréskylten till arenan har flyttats till Gamla Linköping.